# Béringovski
Béringovski (en rus, Беринговский) és un possiólok del districte autònom de Txukotka, a Rússia. És un port que es troba al mar de Bering.

## Demografia
| Evolució demogràfica | Evolució demogràfica | Evolució demogràfica | Evolució demogràfica | Evolució demogràfica | Evolució demogràfica | Evolució demogràfica | Evolució demogràfica | Evolució demogràfica | Evolució demogràfica |
| 1959                 | 1970                 | 1979                 | 1989                 | 2002                 | 2009                 | 2010                 | 2012                 | 2013                 | 2014                 |
| -------------------- | -------------------- | -------------------- | -------------------- | -------------------- | -------------------- | -------------------- | -------------------- | -------------------- | -------------------- |
| 2 788                | 2 173                | 2 952                | 3 044                | 1 998                | 1 504                | 1 408                | 1 223                | 1 102                | 1 003                |